# Deena Unverzagt
Deena Unverzagt (* 1987 in Wolfenbüttel) ist eine deutsche Schauspielerin, Produzentin, Moderatorin und Sprecherin.

## Leben und Werdegang
Deena Unverzagt wurde in Wolfenbüttel als Tochter einer Krankenschwester und eines Sales Directors geboren und wuchs in Braunschweig auf. Sie hat einen älteren Bruder. Durch ihre teils amerikanische Familie und den Besuch eines zweisprachigen Gymnasiums wuchs sie bilingual auf. Ab dem Alter von sechs Jahren stand sie gelegentlich auf der Theater- und Musicalbühne.  Nach ihren Schauspiel- und Musicalstudien verbrachte sie viel Zeit in London und absolvierte eine Masterclass in Schauspiel. Von 2004 bis 2007 studierte sie das Fach Gesang-Musical/Pop an der Hochschule Osnabrück und von 2014 bis 2015 Schauspiel an der Hamburger Open Acting Academy. 2017 belegte sie einen Kurs an Anthony Meindl Actors Workshop in London.
Sie spielte in Timo Roses Horror-Thriller Winnie the Pooh – Master of Puppets die Hauptrolle der Maddie. Für ihre Hauptrolle in dem Kurzfilm You’re Early (2023) gewann sie den „Best Performance Award“ beim Pittsburgh Moving Pictures Festival sowie „Best Actress in a Short Movie“ beim BRBanshee Festival. Ihr Regiedebüt, der Thriller-Kurzfilm Whistleblower, läuft 2023 auf internationalen Festivals. Für ihren neuen Film Game of Death – The Six Doors to Hell lernte sie Kung Fu.

## Filmografie (Auswahl)

### Spielfilme
- 2014: Mara und der Feuerbringer
- 2017: Tian – Das Geheimnis der Schmuckstraße
- 2019: The White Veil
- 2023: In Wahrheit – Späte Sühne
- 2023: Winnie the Pooh – Master of Puppets

### Fernsehen
- 2016: Die Pfefferkörner – Der rätselhafte Kleiderraub
- 2016: Nord Nord Mord – Clüver und die wilde Nacht
- 2017–2018: SOKO Hamburg
- 2017: Die Pfefferkörner – Nächstes Level
- 2017: Nord Nord Mord – Clüver und die tödliche Affäre
- 2022: We stand for Ukraine

## Auszeichnungen
- 2023: Pittsburgh Moving Picture Festival Best Performance in a Thriller Short  für You’re Early
- 2023: BRBanshee Festival Best Actress in a Short Movie für You’re Early